# Lockheed L-9 Orion
Il Lockheed Model 9 Orion, noto anche come L-9, era un monomotore ad ala bassa da trasporto civile passeggeri, uno degli aerei di linea di maggior successo del periodo tra le due guerre mondiali. Fu il primo aereo di linea ad avere il carrello d'atterraggio retrattile ed aveva il primato di essere più veloce di qualsiasi aereo militare di quel tempo. Con questo modello finisce l'era dei monoplani dalla struttura in legno della statunitense Lockheed Aircraft Corporation.

## Storia del progetto
L'Orion fu l'ultimo modello della serie L realizzato utilizzando molti elementi in comune con i precedenti progetti della Lockheed. Esso deriva principalmente dal modello Altair del quale prende gran parte degli elementi costruttivi, integrandoli con una forma della parte anteriore della cabina di pilotaggio simile al modello Vega, più la cappottatuta motore introdotta col modello Air Express. La Lockheed utilizzò lo stesso stampo di base per la realizzazione di fusoliera ed ala anche per tutti i loro precedenti progetti, di conseguenza il loro aspetto appare molto simile. L'Orion era caratterizzato da una cabina chiusa con posti a sedere per sei passeggeri. Il primo Orion, collaudato dal pilota Marshall Headle, ricevette il suo Approved Type Certificate, un certificato di idoneità emesso dalla Civil Aviation Authority (CAA), il 6 maggio 1931.
Sebbene progettato in funzione delle nuove prospettive aperte dal mercato del trasporto passeggeri, la sua velocità lo rendeva ideale per le competizioni aeronautiche. La prima gara del neonato Bendix race, nel 1931, venne monopolizzata dai velivoli costruiti dalla Lockheed; su nove aeroplani partecipanti vi figuravano due Orion, tre Lockheed Altair e un Lockheed Vega. L'11 luglio 1935 l'aviatrice Laura Ingalls a bordo di un Lockheed Orion spinto da un Pratt & Whitney R-1340 Wasp, stabilì il record di velocità di attraversamento degli Stati Uniti d'America da est ad ovest riservato alle donne, nella tratta dall'aeroporto Floyd Bennett, New York, a Burbank in California. Due mesi più tardi, volando stavolta da ovest ad est, stabilì nuovamente il record femminile per quella tratta.
Il primo Orion entrato in servizio fu quello immatricolato NC960Y, che venne utilizzato dalla compagnia aerea Bowen Air Lines, con sede a Fort Worth nel Texas, dal maggio del 1931. Le molte miglia percorse in volo senza problemi durante il servizio di linea ed i titoli di velocità, conseguiti pur da piloti poco esperti, dimostrarono l'affidabilità dell'avanzato progetto dell'Orion, e ne fecero il miglior mezzo pubblicitario per incrementarne le vendite. Tuttavia quelli che furono acquistati dalle compagnie aeree con la funzione di trasporto passeggeri avrebbero avuto una limitata vita operativa. Nel 1934 la Civil Aviation Authority, l'autorità aeronautica civile statunitense, emise una normativa che vietò l'ulteriore uso, per ragioni di sicurezza, dei velivoli monomotore su tutte le principali linee di collegamento. Inoltre era divenuto obbligatorio l'affiancamento di un secondo pilota che cooperasse con il primo, di conseguenza tutti gli aerei di linea dovevano avere una cabina di pilotaggio a due posti. I requisiti di tale normativa misero fine alla carriera di trasporto passeggeri dell'Orion e delle piccole compagnie di linea che utilizzavano simili velivoli, ma un certo numero di compagnie maggiori riconvertirono i loro Orion per utilizzarli esclusivamente come aerei da trasporto merci e da posta aerea. A causa della complessità costruttiva delle loro parti in legno, spesso venivano eliminati anche dopo incidenti di piccola entità, questo a causa degli elevati costi necessari per la loro riparazione. Molti degli Orion eccedenti furono ceduti alla Fuerzas Aéreas de la República Española verso la fine del 1936, subito dopo l'inizio della Guerra civile spagnola, e distrutti in combattimento.
L'Orion Explorer fu una variante derivata dalla versione Orion 9E. A seguito di un incidente venne ricostruito utilizzando parti provenienti da altri modelli Lockheed. Venne sostituita l'ala danneggiata con l'ala di un Explorer 7 ed il motore originale con un Pratt & Whitney R-1340 Wasp S3H1 da 275 hp (205 kW). Successivamente venne sostituito l'originale carrello d'atterraggio retrattile con uno fisso il quale, in un secondo momento, venne ulteriormente trasformato dotandolo di due galleggianti. In questa configurazione Wiley Post e Will Rogers cercarono di compiere un raid attorno al mondo, trovando entrambi la morte durante il tentativo nei cieli dell'Alaska il 15 agosto 1935.
In tutto la Lockheed costruì un totale di 35 Orion per il costo di $ 50 000 ciascuno.

## Versioni
- Orion 9 - 14 esemplari costruiti dotati del motore Pratt & Whitney R-1340 Wasp A da 410 hp (310 kW) o dal Pratt & Whitney R-1340 Wasp C da 420 hp (313 kW).
- Orion 9A Special - 1 esemplare costruito dotato del motore Pratt & Whitney R-1340 Wasp SC da 450 hp (336 kW).
- Orion 9B - 2 esemplari forniti alla Swissair dotati del motore Wright R-1820-E Cyclone da 575 hp (429 kW)
- Orion 9C - redesignazione del modello sperimentale Altair DL-2A.
- Orion 9D - 13 esemplari costruiti dotati del motore Pratt & Whitney R-1340 Wasp S1D1 da 550 hp (410 kW).
- Orion 9E - 3 esemplari costruiti dotati del motore Pratt & Whitney R-1340 Wasp SC-1 da 450 hp (336 kW).
- Orion 9F - 1 esemplare costruito, in configurazione executive, dotato del motore Wright R-1820-F2 Cyclone da 645 hp (481 kW).
- Orion 9F-1 - 1 esemplare costruito, in configurazione executive, dotato del motore Wright SR-1820-F2 Cyclone da 650 hp (485 kW).
- UC-85 - versione militare dell'Orion 9D consegnato all'United States Army Air Forces (USAAF) nel giugno 1942.
- Orion Explorer - versione modificata dell'Orion 9E dotata del motore Pratt & Whitney R-1340 Wasp S3H1 da 600 hp (482 kW).

## Utilizzatori

### Civili
Messico
- Lineas Aereas Occidentales

 Stati Uniti
- Alaska Star Airlines
- American Airways
- Air Express
- Bowen Air Lines
- Detroit News
- Hal Roach Studios
- Northwest Airways
- Paul Mantz
- Transcontinental and Western Air/TWA
- Shell Oil
- Varney Speed Lines
- Wyoming Air Service

 Svizzera
- Swissair

### Militari
Spagna
- Fuerzas Aéreas de la República Española

 Stati Uniti
- United States Army Air Forces

## Velivoli attualmente esistenti

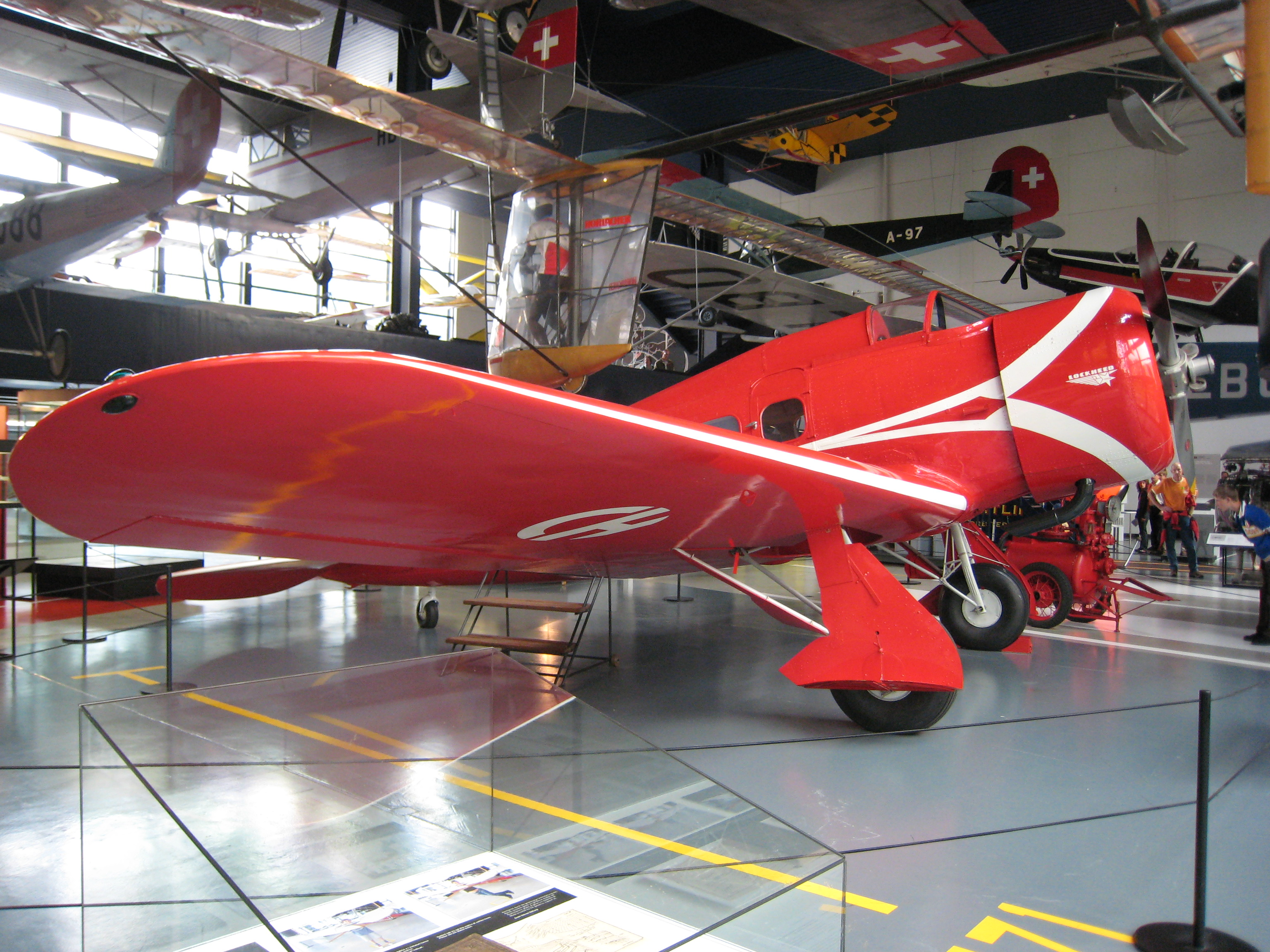
Il Lockheed Orion 9C esposto presso il Museo svizzero dei trasporti di Lucerna, in Svizzera, nella livrea originale della Swissair.

Non si conosce se ci siano velivoli sopravvissuti dopo il 1940 ad eccezione dell'unico esemplare arrivato ai giorni nostri. L'Orion fu originalmente costruito come una versione sperimentale dell'Altair dotato di fusoliera metallica, poi riconvertito in Orion 9C dal progettista originale dell'Orion, Richard A. Von Hake, coadiuvato da uno staff che lavorò gratuitamente nel periodo in cui l'azienda si stava avviando verso il fallimento. Esso venne successivamente acquistato dalla Shell Oil Company e pilotato da James H. Doolittle a cui diede il nome Shellightning. Danneggiato in un incidente nel 1936, l'Orion 9C fu riparato presso il Parks Air College di St. Louis, nel Missouri, prima di essere acquistato dal pilota da corsa ed attore cinematografico Paul Mantz nel 1938. Mantz lo usò nella lavorazione di film e lo pilotò nelle competizioni aeronautiche Bendix Trophy del 1938 e del 1939. Successivamente le notizie di questo velivolo sono incomplete. Ha subito alcuni piccoli incidenti, è stato ricoverato in un magazzino per alcuni anni, e nel 1964 fu esposto all'aperto nell'Orange County Airport in California. È stato successivamente riportato in condizioni di volo dal Fokker Team della Swissair ed esposto al Museo svizzero dei trasporti di Lucerna, in Svizzera, nella livrea originale della Swissair.

## L'Orion nel giochi di simulazione
- Microsoft Combat Flight Simulator 2 offre un modello dell'Orion  con la livrea della forza aerea repubblicana

## Velivoli comparabili
Germania
- Heinkel He 70